# Clever (Automobil)
Clever (Compact Low Emission Vehicle for Urban Transport) ist ein kleines und leichtes Dreirad. Es wurde von Ingenieuren des Instituts für Land- und Seeverkehr der Technischen Universität Berlin entwickelt.

## Technik
Grundidee war, dass der Windwiderstand proportional zur Querschnittsfläche mal cw-Wert ist. Während bis dahin vorzugsweise der cw-Wert verbessert wurde, bestand der Ansatz beim Clever-Projekt darin, eine Fahrgastzelle zu bauen, in der zwei Personen hintereinander sitzen, und somit mehr als 60 % der normalen Querschnittsfläche einzusparen.
Da ein solch schmales Fahrzeug in Kurven kippen würde, kommt eine adaptive Neigetechnik zum Einsatz. Der vordere, größere Teil des Fahrzeuges hat nur ein Rad und kann sich somit wie ein Motorrad in eine Kurve legen. Der hintere Teil des Fahrzeuges, das den Motor und die andere Betriebstechnik aufnimmt, hat eine konventionelle Achse, die allerdings nur halb so breit ist wie bei einem regulären Auto oder Trike. Dazwischen befindet sich ein hydraulisches Neigegelenk. Ein Computer berechnet aus Kurvenradius und Fahrgeschwindigkeit den erforderlichen Neigungswinkel, um das Fahrzeug im Gleichgewicht zu halten.
Clever wird von einem Erdgasmotor angetrieben. Es verfügt über eine glasfaserverstärkte Karosserie auf einem Chassis aus Aluminium. Dies führt zu einem geringen Gewicht von nur 400 Kilogramm.
Clever hat eine Motorleistung von 15 kW und erreicht eine Höchstgeschwindigkeit von 98 km/h. Er soll in 6,5 Sekunden von 0 auf 60 km/h beschleunigen können. Die Reichweite liegt bei einem Kraftstoffverbrauch von 2,6 Litern bei 200 Kilometern. Der Kohlendioxidausstoß pro Kilometer beträgt nur 60 Gramm.
Die Passagiere werden von einer Sicherheitszelle mit Airbags umgeben, die nach einem n-tv-Bericht vom 16. September 2006 bereits alle EU-Crashtests für Fahrzeuge bestanden haben soll. Aufgrund seines sparsamen Erdgasmotors und gutem cw-Wert sollen im Zusammenspiel mit der geringen Querschnittsfläche lediglich Brennstoffkosten von 8,00 € für die Strecke München – Hamburg anfallen.

## Projektgeschichte
An dem 4,5 Millionen Euro teuren Projekt waren neun Institute bzw. Unternehmen beteiligt:
| Institut / Unternehmen                                 | Standort                 | Verantwortlichkeiten                                                   |
| ------------------------------------------------------ | ------------------------ | ---------------------------------------------------------------------- |
| TU Berlin Fachgebiet Kraftfahrzeuge                    | Berlin                   | Projektkoordination, Strukturauslegung, Sicherheitsversuch             |
| BMW                                                    | München                  | Gesamtfahrzeug, Bau der Versuchsfahrzeuge                              |
| University of Bath Department Mechanical Engineering   | Bath, Großbritannien     | Chassis, Neigetechnik                                                  |
| Cooper Avon Tires Ltd.                                 | Melksham, Großbritannien | Reifen                                                                 |
| ARC Leichtmetall Kompetenzzentrum Ranshofen GmbH       | Ranshofen, Österreich    | Strukturbauteile                                                       |
| Takata Petri AG                                        | Berlin                   | Rückhaltesysteme                                                       |
| Institut Français du Pétrole                           | Vernaison, Frankreich    | Motor                                                                  |
| Weh GmbH                                               | Illertissen              | Gassystem                                                              |
| Universität für Bodenkultur Institut für Verkehrswesen | Wien, Österreich         | Gesetzliche Rahmenbedingungen, Akzeptanz, Auswirkungen auf den Verkehr |

Es wurden fünf Fahrzeuge gebaut, von denen eines ohne Außenverkleidung erstellt und drei weitere Fahrzeuge den Crash-Versuchen unterzogen wurden. Das fünfte Fahrzeug diente als Präsentations- und Vorführobjekt.
Die letzte im Internetarchiv gespeicherte Version der Website datiert von Anfang 2009.